# Vlag van Waldeck-Pyrmont

Vlag van Waldeck-Pyrmont (ratio 2:3)

De vlag van Waldeck-Pyrmont was een driekleur bestaande uit horizontale banen in de kleurencombinatie zwart-rood-geel. Dit is dezelfde kleurencombinatie als de huidige vlag van Duitsland, maar dat is toeval; de Duitse driekleur is in het begin van de 19e eeuw ontstaan, terwijl Waldeck-Pyrmont al op zijn laatst eind 17e eeuw de kleuren zwart, rood en geel gebruikte. Overigens had de vlag van Waldeck-Pyrmont een hoogte-breedteverhouding van 2:3, terwijl de Duitse vlag een verhouding heeft van 3:5.
Het grondgebied van de voormalige staat Waldeck-Pyrmont besloeg de vorstendommen Waldeck en Pyrmont, die tot 1918 door de vorsten van Waldeck geregeerd zouden worden. Hoewel de eerste vermeldingen van de kleuren uit het einde van de 17e eeuw stammen, dateert het eerste wetsbewijs uit 1814, toen vastgelegd werd dat de Waldeck-Pyrmontse soldaten een rood-geel-zwart onderscheidingskenmerk moesten dragen. In het begin van de jaren 1830 werd de vlag officieel aangenomen, waarbij de opkomst van de Duitse driekleur ervoor zorgde dat de Waldeck-Pyrmontse vlag snel geaccepteerd werd.
De laatste vorst, Frederik Adolf Herman, deed in de Novemberrevolutie op 13 november 1918 troonsafstand. Waldeck-Pyrmont werd een vrijstaat, maar al op 30 november 1921 werd Pyrmont bij de Pruisische provincie Hannover gevoegd. De resterende vrijstaat Waldeck zou de driekleur blijven gebruiken tot zij op 1 mei 1929 opging in de Pruisische provincie Hessen-Nassau.